# توماس داونينج
توماس داونينج (بالإنجليزية: Thomas Downing)‏ هو رسام أمريكي، ولد في 1928، وتوفي في 1985.